# Matt Rife

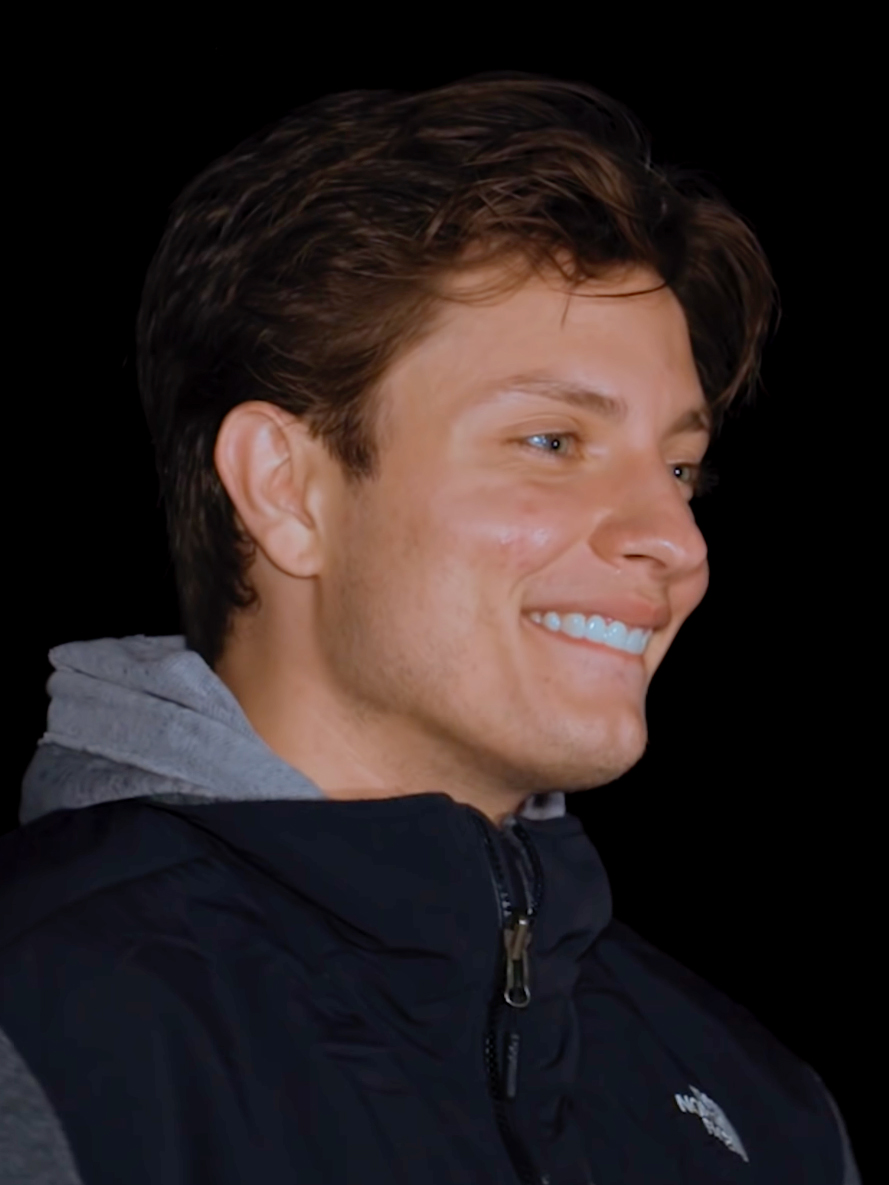
Matt Rife (2021)

Matthew Steven Rife (* 10. September 1995 in Columbus, Ohio) ist ein US-amerikanischer Schauspieler und Komiker.

## Leben
Matthew Steven Rife wurde in Columbus, Ohio geboren und wuchs in North Lewisburg auf. Er lebte auch in New Albany und Mount Vernon und besuchte die Albany High School.
Er hat drei ältere Stiefschwestern und eine Halbschwester. Sein Vater, Michael Eric Gutzke, beging Suizid als Rife 17 Monate alt war.

## Karriere
Schon mit 14 Jahren hatte Rife erste Auftritte als Comedian. Seit 2017 war er in mehr als einem Dutzend Film- und vor allem Fernsehproduktionen zu sehen.
Ab 2022 wurde er mit kurzen Ausschnitten seiner Auftritte und seinem Crowdwork auf TikTok bekannt und erreicht damit ein Publikum von knapp 25 Millionen Followern auf verschiedenen Plattformen.
Auf seinem YouTube-Kanal hat er mit Only Fans (2021), Matthew Steven Rife (2023) und Walking Red Flag (2023) mittlerweile drei selbst produzierte Comedy-Specials veröffentlicht.
Am 15. November 2023 wurde sein erstes Netflix-Standup-Special Natural Selection veröffentlicht, das überwiegend negative Bewertungen bekam. Insbesondere sorgte ein Witz über häusliche Gewalt zu Beginn des Specials für Kritik.

## Filmografie

### Film (Auswahl)
- 2015: Room 236
- 2018: Black Pumpkin
- 2019: Stalked by My Doctor: A Sleepwalker’s Nightmare
- 2021: After Masks
- 2021: The Elevator
- 2021: Death Link
- 2021: Just Swipe
- 2021: The Private Eye
- 2022: North of the 10
- 2022: Wolf Mountain
- 2025: I Live Here Now

### Fernsehen
- 2014: Average Joe (3 Folgen)
- 2015–2016: Gamer’s Guide für so ziemlich alles (Gamer's Guide to Pretty Much Everything, 2 Folgen)
- 2016: WTH: Welcome to Howler (7 Folgen)
- 2019: Brooklyn Nine-Nine (Folge 6x03)
- 2020: Fresh Off the Boat (Folge 6x13)
- 2021: Burb Patrol (10 Folgen)

### Stand-up Comedy
- 2023: Natural Selection (Netflix)
- 2024: Lucid: A crowd work special (Netflix)